# 青云镇 (临沭县)
青云镇，是中华人民共和国山東省临沂市临沭县下辖的一个乡镇级行政单位。

## 行政区划
青云镇下辖以下地区：
李埠子社区、青云农村社区、白莲峪社区、李界前村、大蔡庄村、于家山村、郭家山村、卢官庄村、坊口村、史岭村、前齐庄村、后齐庄村、云白常村、赵窝村、凤凰岭村、双岭村、柳园村、兴柳村、雷官庄村、黄河村、庙庄村、刘疃村、曹界前村、界前中村、界前东村、贾山村和小蔡庄村。